# ジョイプラザ
ジョイプラザ株式会社（JOYPLAZA CO.,LTD）は、大阪府高槻市に本社を置く、パチンコ店などのアミューズメント施設を経営する日本の企業である。かつては後述の通り映画興行も行っていたが、2011年9月30日に撤退した。

## 概要
全日空商事の系列レジャー会社として1976年に設立。同年、大阪府堺市にパチンコ店を開店させた。1979年、松竹関西支社での映画セールスや十三シネマなどの劇場再開発の経験がある神田敏夫が経営を引き継ぐ。同氏の経営に変わったことにより1983年に大阪府高槻市に「高槻松竹・高槻セントラル」を建設し、劇場経営に乗り出した。1995年頃から行政関係者、商店会幹部より町おこしのためにシネマコンプレックスを誘致する話が出たことに応じ、2000年に「高槻シネマルート170」を開業する。「高槻松竹・高槻セントラル」も並行して営業し、ミニシアター作品や旧作上映を行った。地域密着を理念とし、自治会や子ども会の行事への参加や、エントランスを利用したフリーマーケットを行うなど地域と連携したイベントを実施していた。また、劇場スタッフの80%が高槻市民であるなど、スタッフ面においても大手興行会社との差別化を図っていた。2006年に社長の神田は逝去し、社長が交代する。
高槻駅前再開発でシネマコンプレックスは出来ないものと同社は考えていたが、2004年2月、その場所にTOHOシネマズ高槻が開館した。東宝としても高槻市に進出する予定はなかったが、買収したヴァージンシネマズ・ジャパンが出店を進めていたため、出店せざるを得なかったとされる。協議の結果、2007年、無駄な競合を避けるため東宝は撤退し、TOHOシネマズ高槻をジョイプラザが引き継ぐことになった。引き継いだ劇場を「高槻ロコ9シネマ」、「高槻松竹・高槻セントラル」を「高槻ロコ9プラスシネマ」と改称し、「高槻シネマルート170」は閉館した。
2010年に「高槻ロコ9シネマ」の経営から撤退。同劇場はアレックスシネマが引き継いだ。翌年「高槻ロコ9プラスシネマ」を「高槻セレクトシネマ」と改称するが、9月に閉館し映画興行から撤退した。

## 沿革
- 1976年6月 - 会社設立。
- 1983年 - 高槻松竹セントラルを開業[2]。松竹系の封切り館だったが、次第に番組編成がフリーとなる。
- 2000年7月21日 - シネマコンプレックスの高槻シネマルート170を開館。
- 2007年6月28日 - 東宝との協議により同地域のシネマコンプレックスの競合を避ける目的で、高槻シネマルート170を閉館。
- 2007年6月30日 - 東宝経営、TOHOシネマズ運営のTOHOシネマズ高槻が譲渡され、高槻ロコ9シネマとして再開館。あわせて高槻松竹セントラルを高槻ロコ9プラスシネマに改称。
- 2010年9月5日 - 高槻ロコ9シネマが閉館。
- 2011年1月15日 - 高槻ロコ9プラスシネマを高槻セレクトシネマに改称。
- 2011年9月30日 - 高槻セレクトシネマを閉館[4]し映画館事業から撤退。同年11月3日、セレクトシネマ跡地に大衆演劇劇場『高槻千鳥劇場』がオープンした。

## かつて運営していた劇場
- 高槻シネマルート170 （大阪府高槻市春日町15-16）<7スクリーン、1037席、2000年7月21日開館、2007年6月28日閉館>
- 高槻ロコ9シネマ （大阪府高槻市、アクトアモーレ内）<9スクリーン、1820席、2007年6月30日開館、2010年9月5日閉館>
  - 現在は高槻アレックスシネマとして有限会社アレックスが運営。
- 高槻セレクトシネマ （大阪府高槻市、高槻センター街内）<2スクリーン、147席/69席>
  - シネマ1（147席）とシネマ2（69席）の2スクリーン。大作からミニシアター系まで、多様なラインナップの作品を上映していた。定期的に日本映画の特集を企画していた。各回入れ替え制。